# Hebriden
De Hebriden (Engels: Hebrides, Schots-Gaelisch: Na h-Innse Gall) vormen een archipel, een uitgestrekte groep eilanden in de Atlantische Oceaan voor de westkust van Schotland. De groep bestaat uit ongeveer 500 eilanden waarvan er ongeveer 100 worden bewoond. De grootste eilanden zijn Lewis, Leòdhas, en Skye, Sgitheanach. Steòrnabhagh op Lewis is de grootste stad op de Hebriden.
De eilandengroep maakte tot 1266 deel uit van het koninkrijk Noorwegen, maar werd na de Schots-Noorse Oorlog aan Schotland overgedragen. Dat was in het Verdrag van Perth bepaald. De Hebriden vormen het centrum van het Schots-Gaelische taalgebied.
36 van de eilanden van de Binnen-Hebriden en 15 van de meer dan 100 Buiten-Hebriden zijn bewoond. Er horen nog 43 eilanden van meer dan 30 hectare bij de Binnen-Hebriden, die niet worden bewoond.

## Aardrijkskunde
De Hebriden worden onderverdeeld in twee groepen:
- Binnen-Hebriden
- Buiten-Hebriden

'Westelijke eilanden' wordt vaak gebruikt als aanduiding voor de Hebriden, maar verwijst eigenlijk alleen naar de Buiten-Hebriden.
De zee tussen Schotland en Lewis is de Minch en de zee op het smalste deel tussen de Binnen- van de Buiten-Hebriden is de Kleine Minch. Daar nog ten zuiden van tussen Schotland en de Buiten-Hebriden ligt de Hebridenzee.
De meest afgelegen eilanden en groepen die ook nog tot de Hebriden behoren, zijn North Rona en Sula Sgeir ten noorden van Lewis, de Flannan Isles ten westen van Lewis en St Kilda, ten westen van North Uist. Ruim 300 km ten westen van St Kilda ligt Rockall, maar dat eiland dat niet meer dan een rots is, wordt niet tot de Hebriden gerekend.